# The Unilever Series

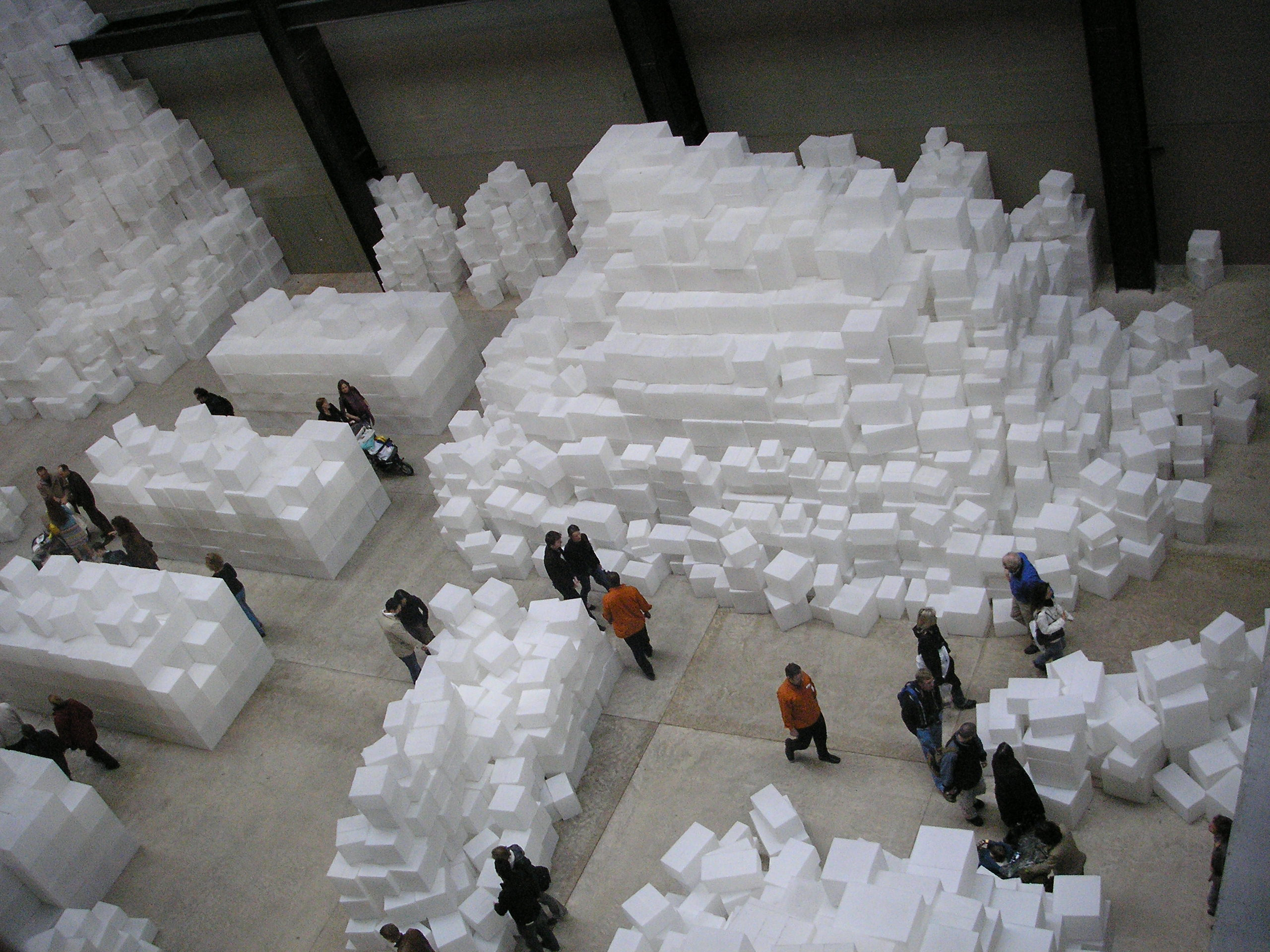
Instalacja EMBANKMENT Rachel Whiteread

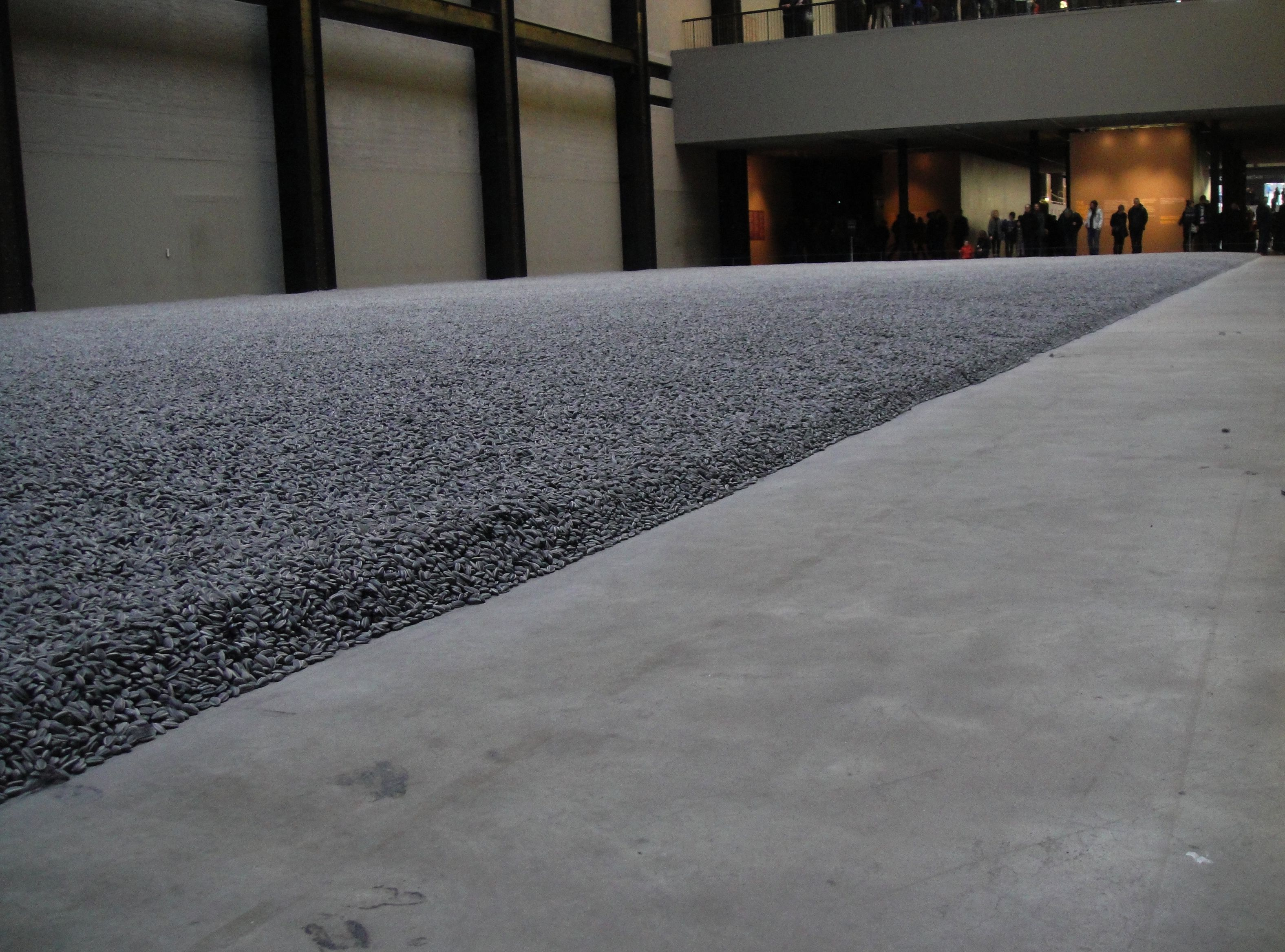
Instalacja Sunflower Seeds Ai Weiwei

The Unilever Series – seria trzynastu wystaw sztuki współczesnej, sponsorowanych przez międzynarodowy koncern Unilever.
Począwszy od 2000 roku specjalne jury zapraszało corocznie jednego z artystów współczesnych, aby wystawił swoje dzieło sztuki (najczęściej instalację) w postindustrialnych wnętrzach Hali Turbin londyńskiej galerii Tate Modern. Instalacje te miały innowacyjny charakter, dzięki czemu cała seria z czasem zyskała na znaczeniu w świecie sztuki. Pierwotne planowano, że seria będzie trwać przez pięć lat, ale pod wpływem jej popularności firma Unilever przedłużyła jej finansowanie aż do 2012 roku.

## Wystawy
1. Louise Bourgeois – I Do, I Undo, I Redo (12 maja – 26 listopada 2000)
2. Juan Muñoz – Double Bind (12 czerwca 2001 – 10 marca 2002)
3. Anish Kapoor – Marsyas (9 października 2002 – 6 kwietnia 2003)
4. Olafur Eliasson – The Weather Project (16 października 2003 – 21 marca 2004)
5. Bruce Nauman – Raw Materials (12 października 2004 – 2 maja 2005)
6. Rachel Whiteread – EMBANKMENT (11 października 2005 – 1 maja 2006)
7. Carsten Höller – Test Site (10 października 2006 – 15 kwietnia 2007)
8. Doris Salcedo – Shibboleth (9 października 2007 – 6 kwietnia 2008)
9. Dominique Gonzalez-Foerster – TH.2058 (14 października 2008 – 13 kwietnia 2009)
10. Mirosław Bałka – How It Is (13 października 2009 – 5 kwietnia 2010)
11. Ai Weiwei – Sunflower Seeds (12 października 2010 – 2 maja 2011)
12. Tacita Dean – FILM (11 października 2011 – 11 marca 2012)
13. Tino Sehgal – 2012 (24 lipca – 28 października 2012)

Źródło: